# Andreas Hildebrandt
Andreas Hildebrandt – gdański XVIII-wieczny budowniczy organów, autor około 50 dzieł, z których do dziś zachowało się tylko kilka. Nauczyciel między innymi Friedricha Rudolfa Dalitza (jednego z budowniczych wielkich organów oliwskich) oraz Christopha Heinricha Obucha.

## Informacje biograficzne
Andreas Hildebrandt urodził się prawdopodobnie około 1680 r. w Gdańsku, zmarł tamże w 1762 r. i pochowany został w gdańskim kościele św. Jana pod płytą nagrobną nr. 29 w dniu 29 kwietnia 1762.

## Dzieła z warsztatu Andreasa Hildebrandta
Według obecnego stanu badań warsztatowi Hildebrandta można przypisać między innymi następujące prace:
1709 - Koszalin, kościół mariacki, ukończenie budowy organów rozpoczętych przez Johanna Balthasara Helda
1710 - Gdańsk, kaplica św. Anny przy kościele św. Trójcy, budowa nowych organów
1711 - Elbląg, kościół mariacki, naprawa pochodzących z 1643 r. organów autorstwa Johanna Wernera
1712 - Gdańsk, kościół mariacki, naprawa organów nad wejściem do kaplicy św. Reinholda
1713 - Przezmark, budowa nowych organów w kościele parafialnym (autorstwo instrumentu niepewne)
1715 - Frombork, katedra, naprawa organów Daniela Nitrowskiego z lat 1683-1685 (autorstwo prac niepewne)
1717-1719 - Pasłęk, kościół św. Bartłomieja, budowa nowych organów
1720-1722 - Gdańsk, kościół św. Jana, naprawa organów Mertena Friese z lat 1625-1629
1722 - Skowrony, instalacja pozytywu będącego częścią dawnych organów z kościoła św. Bartłomieja w Pasłęku
1724-1733 - Gdańsk, kościół św. Brygidy, rozbudowa starszych organów z pracowni Daniela Nitrowskiego
ok. 1725 - Jelonki, budowa nowych organów
ok. 1727 - Kiezmark, budowa nowych organów 
1728 - Pruszcz Gdański, kościół pw. Podwyższenia Krzyża Świętego, budowa nowych organów
1729 - Koszwały, budowa nowych organów
1734-1735 - Gdańsk, kościół mariacki, naprawa dwojga spośród istniejących wówczas w tej świątyni organów
1735-1736 - Gdańsk, kościół św. Elżbiety, budowa nowych organów
1737-1738 - Gdańsk, kościół św. Salwatora, budowa nowych organów
1738 - Gdańsk, kościół św. Katarzyny, klawiatury dla carillonu
1738-1739 - Wocławy, budowa nowych organów
1741 - Święty Wojciech, budowa nowych organów
1743 - Bogatka, budowa nowych organów
1744 - Steblewo, naprawa i powiększenie organów z 1684 r.
1744-1746 - Gdańsk, kościół św. Jana, powiększenie głównych organów o dwie wieże basowe
1746-1747 - Gdańsk, kościół św. Barbary, budowa nowych organów
1749 - Gdańsk, kościół Lazarettkirche (obecnie nieistniejący), budowa nowych organów
1750 - Koźliny, budowa nowych organów (będących jednocześnie dziełem egzaminacyjnym ucznia Hildebrandta - Friedricha Rudolfa Dalitza)
1752 - Hel, kościół ewangelicki (obecnie Muzeum Rybołówstwa)
1753-1754 - Rokitnica, budowa nowych organów

## Zachowane instrumenty
Spośród zachowany instrumentów Hildebrandta w Pruszczu Gdańskim, Jelonkach i w Pasłęku, jedynie organy kościoła św. Bartłomieja w Pasłęku są obecnie odrestaurowane do stanu pierwotnego.

## Galeria

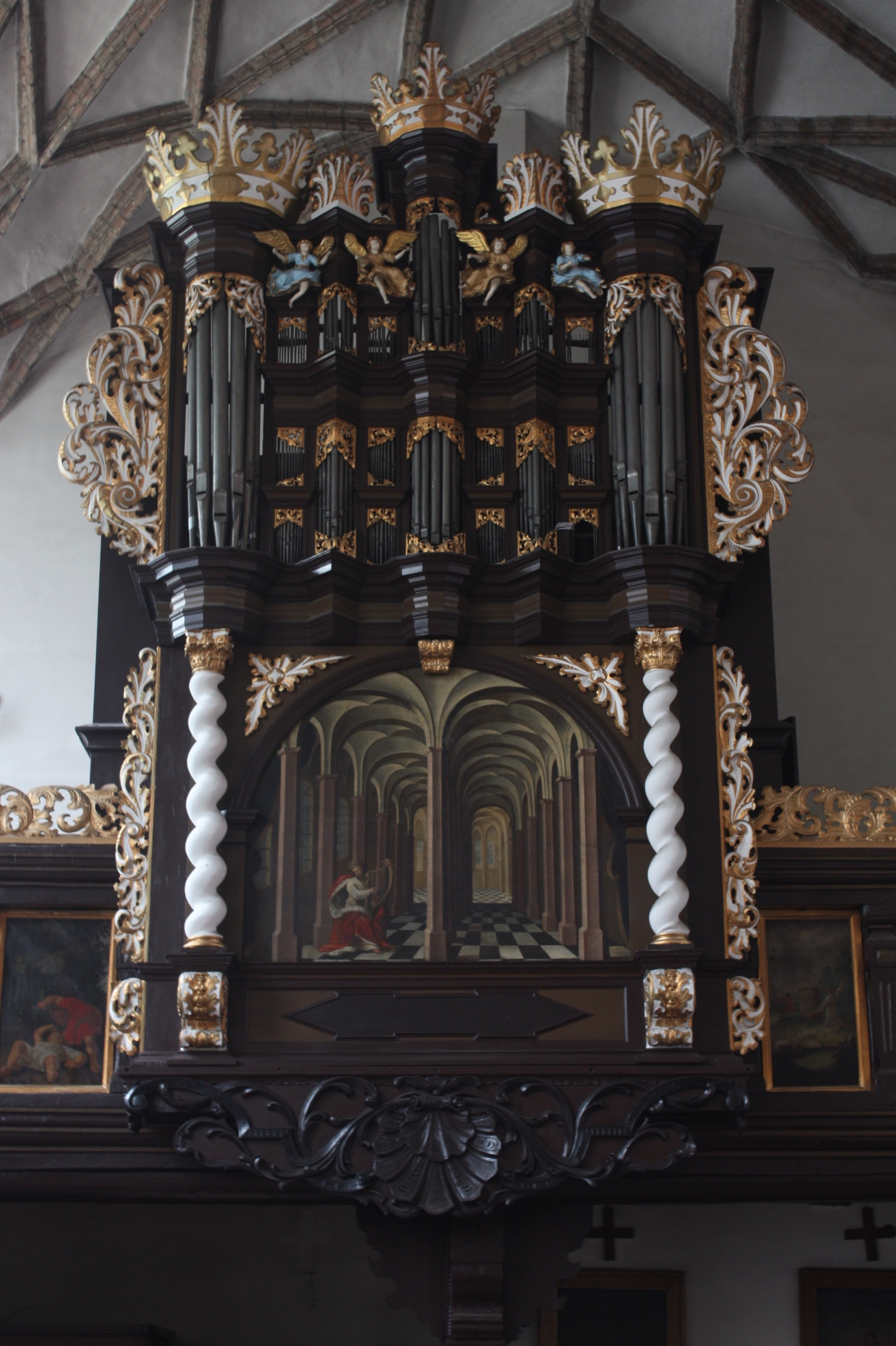
Organy Andreasa Hildebrandta w kaplicy św. Anny przy kościele św. Trójcy w Gdańsku (ok. 1710)
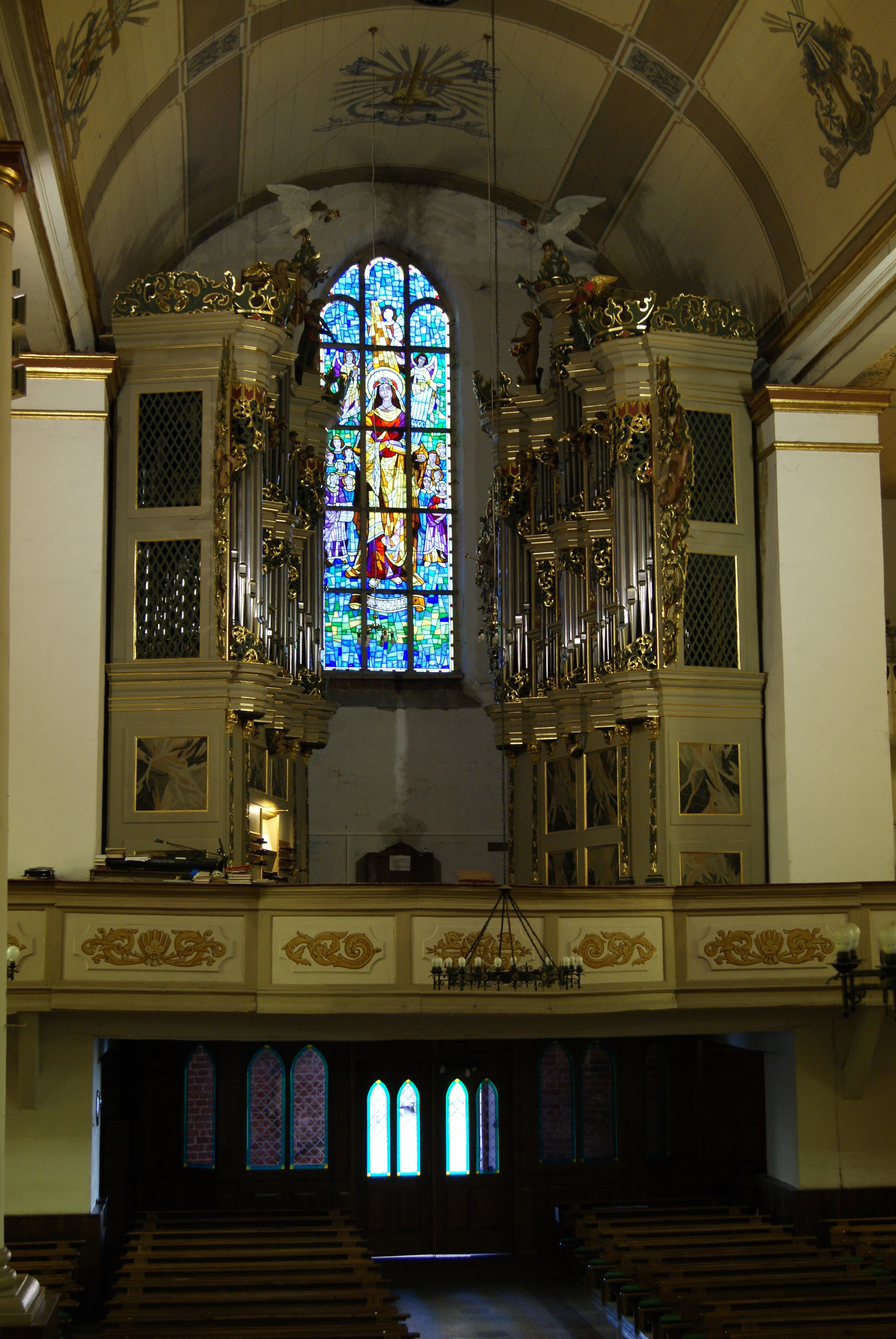
Organy Andreasa Hildebrandta w kościele św. Bartłomieja w Pasłęku (ok. 1717-1719)
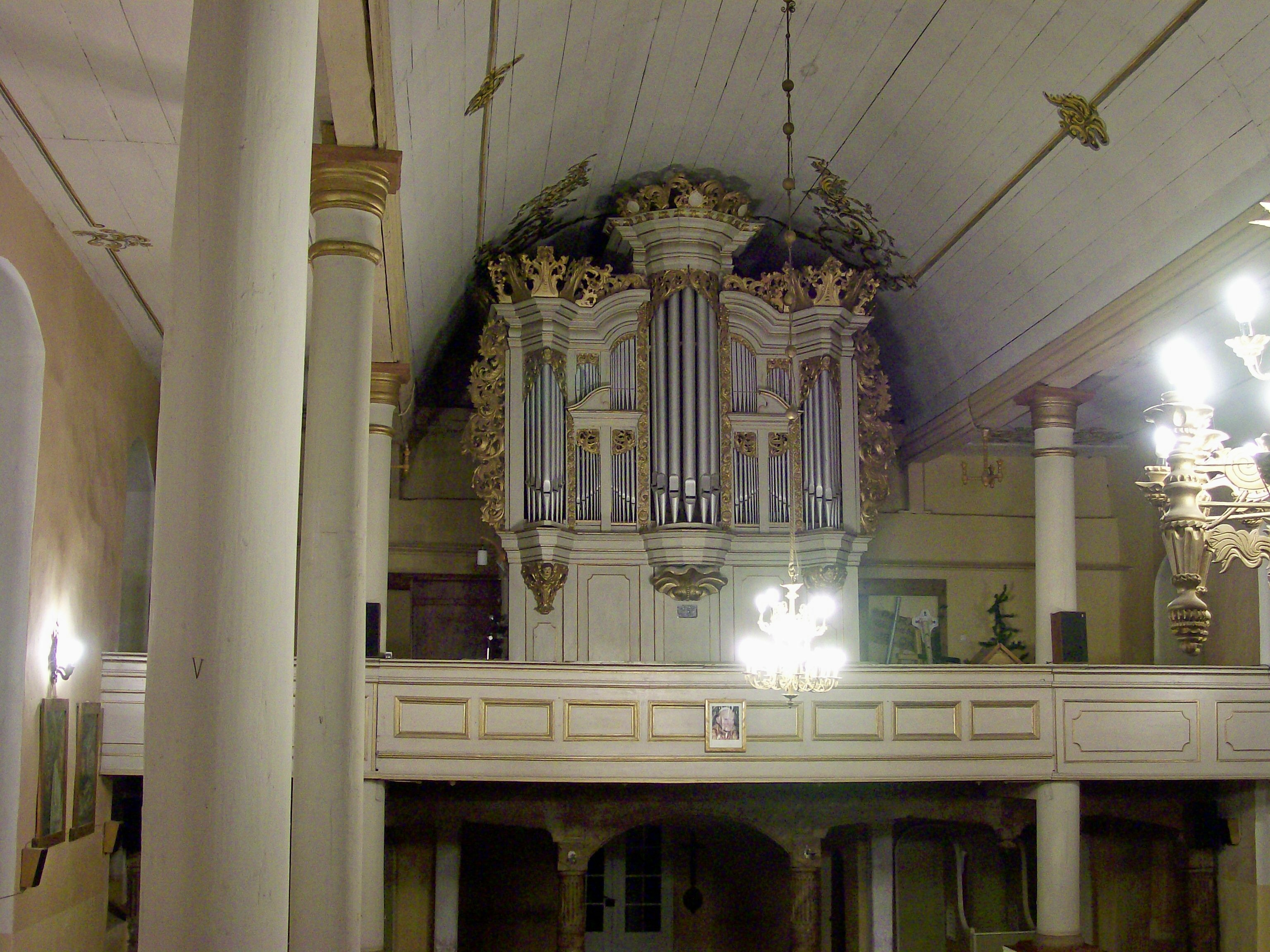
Organy Andreasa Hildebrandta w kościele parafialnym w Jelonkach (ok. 1725)
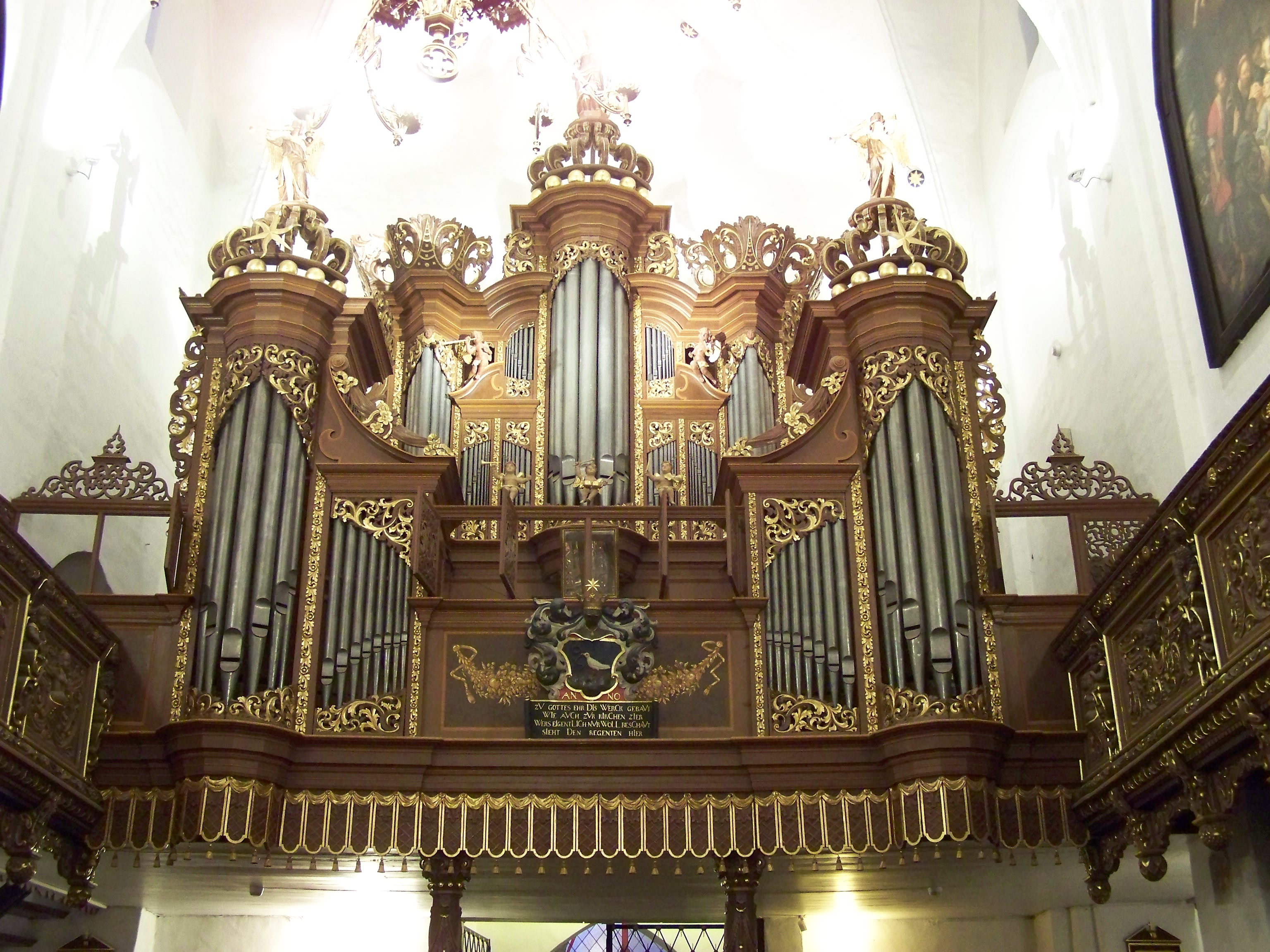
Organy Andreasa Hildebrandta w kościele pw. Podwyższenia Krzyża Świętego w Pruszczu Gdańskim (1728)
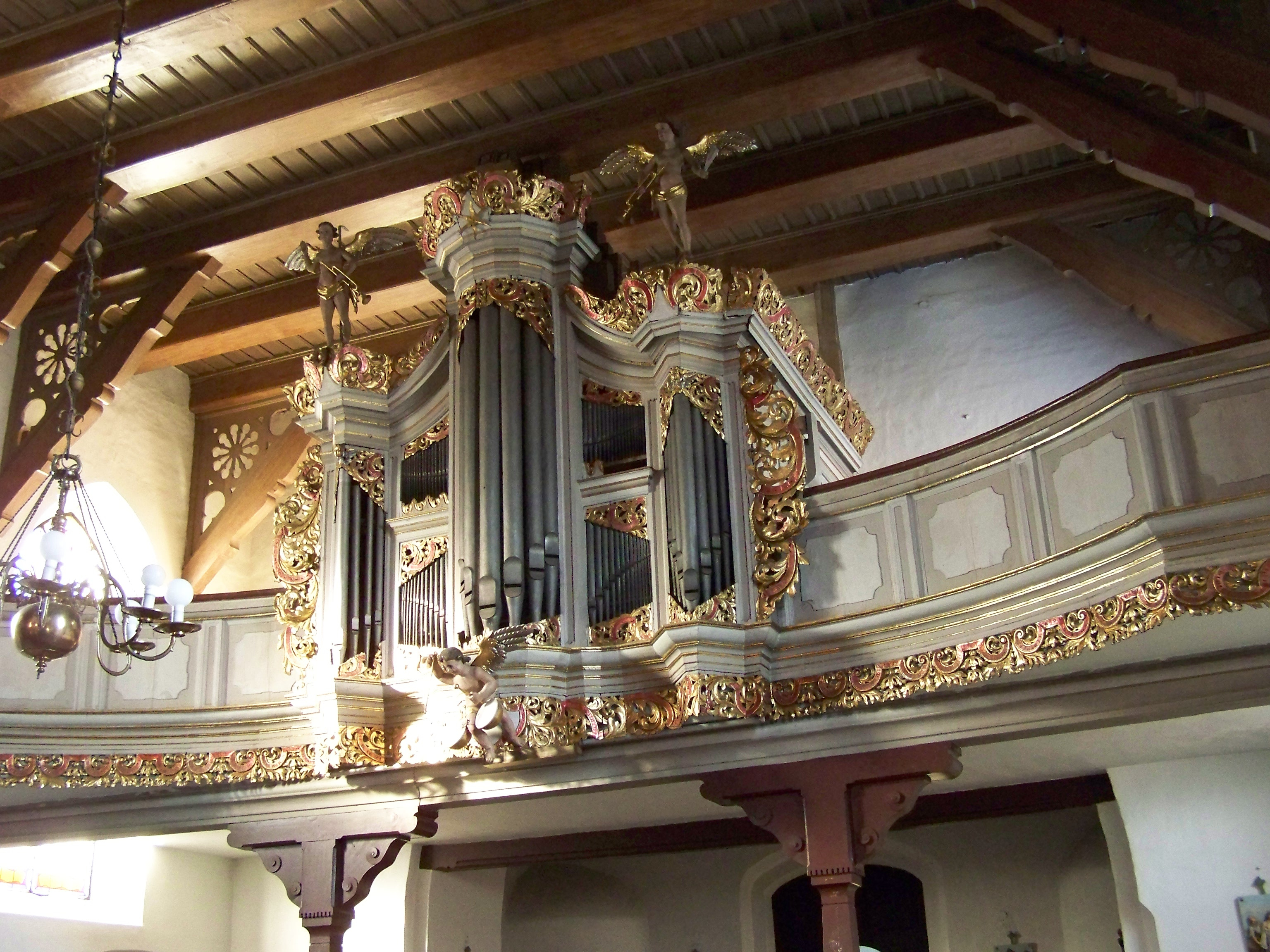
Organy Andreasa Hildebrandta w kościele św. Wojciecha w Świętym Wojciechu k. Gdańska (1741) Organy Andreasa Hildebrandta w kościele Matki Boskiej Częstochowskiej w Kiezmarku (1727)